# مراسم دمال
مراسم دمال نوعی مراسم ذکرخوانی است و ریشهٔ مذهبی دارد. این مراسم یکی از انواع موسیقی درمانی است. دمال در مردان بلوچ همان جنبه اعتقادی حلول ارواح مرموز و پلید را در جسم دارد که مراسم گوات در زنان بلوچ دارد. رهبر دمال را خلیفه گویند. این مراسم با موسیقی و تحریکات شدید جسمانی و دعا و نیایش همراه است. در گوات و دمال تقریباً از کلیهٔ سازهای بلوچ به‌ویژه سرود، تمبورک و دهلک استفاده می‌شود.